# Jeff Parmer
Jeffrey Jamal Parmer, detto Jeff (Niagara Falls, 27 aprile 1985), è un cestista statunitense.